# 羅伯特·貝克
罗伯特·C·贝克（英語：Robert C. Baker，1921年12月29日—2006年3月13日）是美国发明家，康奈尔大学的教授。发明了鸡块，以及与许多其他家禽有关的发明。由于他对家禽科学的贡献，他成为美国家禽名人堂的一员。

## 教育
贝克在1943年于康奈尔大学获得学士学位，然后在农学院主修果实学。之后获得宾夕法尼亚州立大学硕士学位，普渡大学博士学位。

## 职业和发明
罗伯特·贝克周游了世界看人们怎么吃鸡和看待鸡。他在美国康乃尔大学度过了他的整个学术生活（1957年至1989年），并发表了约290篇研究论文。在1970年，他创办了这所大学的食品科学和市场研究所。贝克1997年当选为IFT成员。
因为他的40多种关于家禽，火鸡等的创新，使他成为的“家禽学的乔治·华盛顿·卡弗”。除了发明鸡块，他还发明了一种革命性的方式来给鸡包裹面包屑，与他人合作发明了机器给鸡去骨，创造了鸡和火鸡做的热狗和鸡肉火腿。
麦当劳公司往往被错误地记为鸡块的发明者。事实上，贝克在20世纪50年代出版了他的鸡块食谱，而麦当劳的专利配方麦乐鸡创造于1979年，并于1980年开始销售的产品。
贝克著名的康奈尔鸡配方实际上是创新，而贝克是在宾夕法尼亚州立大学但从来没有得到赞赏，直到他任教于康奈尔大学。

## 流行文化
喜剧歌手Paul and Storm有一首歌名为“鸡块人”的专辑，赞扬罗伯特·贝克和他的最流行的发明，鸡块。这首歌幽默地探讨了贝克的职业生涯，列出了一些他的其他发明，描述了制作鸡块的方法和这一发明的影响。
在电视连续剧火线中，三个扮演街头毒贩的角色讨论谁发明了鸡块和鸡块带给了他多少财富。乘务长D'Angelo Barksdale指出，任何这样的发明者都会不可能收到任何报酬；但麦当劳的老板更可能一直是主要的受益者。